# Czornywody
Czornywody (ukr. Чорниводи; pol. hist. Czarnowody) – wieś na Ukrainie w rejonie gródeckim obwodu chmielnickiego.